# 리얼 페인
"리얼 페인"(영어: A Real Pain)은 2024년 개봉한 미국의 코미디 드라마 영화이다. 제시 아이젠버그가 감독, 각본, 주연을 맡았다.